# Das Geheimnis der Braut
Das Geheimnis der Braut (Originaltitel: Picture Bride) ist ein amerikanisch-japanisches Filmdrama aus dem Jahr 1994. Regie führte Kayo Hatta, die auch das Drehbuch mitschrieb.

## Handlung
Die Handlung spielt im Jahr 1918 auf Hawaii. Die aus Yokohama stammende 16-jährige Riyo wird von ihren Verwandten in die USA geschickt, wo sie den nur auf einem Foto gesehenen Landarbeiter Matsuji heiraten soll. Ihre Tante und ihr Onkel behaupten, alle Frauen, die es zuvor getan hatten, seien glücklich.
Riyo stellt fest, dass das ihr bekannte Foto ihres Verlobten 15 Jahre alt ist, aber sie heiratet ihn trotzdem. Die Braut verweigert es, mit Matsuji, der fast 30 Jahre älter ist als sie, zu schlafen. Riyo will Geld sparen, um nach Japan zurückzukehren. Matsuji sagt ihr, sie würde mit der Zeit Japan vergessen. Riyo freundet sich mit Kana an, die Matsuji Ratschläge gibt, wie er seine Frau behandeln soll.
Kana und ihre Tochter sterben bei einem Unfall. Riyo und Matsuji gehen miteinander offener um, sie erzählen sich von ihren Familien. Eines Tages – lange Zeit nach der Hochzeit – schläft Riyo mit ihrem Mann. Am nächsten Tag arbeitet sie auf der Plantage und singt dabei.

## Kritiken
James Berardinelli schrieb auf ReelViews, der Film zeige realistisch die Situation auf Hawaii zum Anfang des 20. Jahrhunderts. Er wirke weder gekünstelt noch melodramatisch, sondern eher wie ein Dokumentarfilm. Die Entwicklung der Charaktere sei uneinheitlich – man könne zwar deren Motive verstehen, aber sich nicht mit ihnen identifizieren.

## Auszeichnungen
Kayo Hatta wurde im Jahr 1994 für die Goldene Palme nominiert. Er wurde 1995 für den Großen Preis der Jury des Sundance Film Festivals nominiert und erhielt den Publikumspreis des Festivals.
Der Film wurde im Jahr 1996 für den Independent Spirit Award nominiert. Er erhielt 1996 eine Sonderauszeichnung der Political Film Society Awards und wurde für den Political Film Society Award für Menschenrechte sowie den Political Film Society Award für Frieden nominiert.

## Hintergründe
In den Jahren 1907 bis 1924 kamen aus Japan, Korea und den anderen Ländern Asiens ca. 20.000 Frauen nach Hawaii, um Männer zu heiraten, die sie nur aus den Fotos kannten. Der Regisseur widmete fünf Jahre den Recherchen über die Ereignisse. Der als eine Abschlussarbeit des Studiums an der University of California, Los Angeles geplante Kurzfilm wurde zum größeren Projekt.
Der Film wurde in den Zuckerrohrplantagen von Waialua im US-Bundesstaat Hawaii gedreht. Seine Weltpremiere fand im Mai 1994 auf den Internationalen Filmfestspielen von Cannes statt, im Januar 1995 wurde er auf dem Sundance Film Festival gezeigt. Am 5. Mai 1995 kam er in die Kinos der USA, in denen er ca. 1,24 Millionen US-Dollar einspielte.
Ein Jahr nach dem Kinostart wurden die Zuckerrohrplantagen von Waialua als letzte der Insel stillgelegt. Kayo Hatta prophezeite bereits bei den Dreharbeiten: „der Ort könnte eines Tages ein Golfplatz werden und die einzigen Zuckerrohrfelder, die zukünftige Generationen sehen werden, könnten die in Filmen wie diesem sein.“